# إبراهيم الزبيدي (لاعب كرة قدم)
إبراهيم الزبيدي (10 أبريل 1989 -) لاعب كرة قدم سعودي يلعب في النادي الأهلي.

## بداياته
تدرج في الدرجات السنية في نادي الوحدة السعودي حتى وصل للفريق الأول.

## انتقاله لنادي النصر
تمكن نادي النصر من التوقيع مع الزبيدي عقب دخوله فترة الستة أشهر حيث قدمت له الإدارة النصراوية عرضًا بلغ ثلاثة ملايين ريال لمدة ثلاث سنوات وهو ما يفوق العرض المقدم من ناديه الوحدة للتجديد معه، والذي كشفته مصادر أنه يبلغ 800 ألف ريال في الموسم الواحد
لعب بعدها مع نادي نجران و نادي التعاون و نادي الطائي والنادي الأهلي.